# Sojuz TM-26
La Sojuz TM-26 è stata la 32ª missione diretta verso la stazione spaziale russa Mir.
L'obbiettivo principale della missione è stato quello di trasportare sulla Mir due cosmonauti addestrati a riparare i danni alla stazione. L'aggancio con la Mir è avvenuto il 7 agosto in modalità manuale. L'equipaggio ha così potuto riparare il modulo Spektr e ristabilire gran parte della potenza elettrica alla stazione. Il modulo si era precedentemente danneggiato a causa di un impatto con una navetta Progress.

## Equipaggio
| Ruolo                  | Equipaggio al lancio                            | Equipaggio all'atterraggio                      |
| ---------------------- | ----------------------------------------------- | ----------------------------------------------- |
| Comandante             | Anatolij Solov'ëv, Roscosmos Mir 24 Quinto volo | Anatolij Solov'ëv, Roscosmos Mir 24 Quinto volo |
| Ingegnere di volo      | Pavel Vinogradov, Roscosmos Mir 24 Primo volo   | Pavel Vinogradov, Roscosmos Mir 24 Primo volo   |
| Cosmonauta ricercatore | —                                               | Léopold Eyharts, CNES Primo volo                |

### Equipaggio di riserva
| Ruolo             | Equipaggio                  | Equipaggio                  |
| ----------------- | --------------------------- | --------------------------- |
| Comandante        | Gennadij Padalka, Roscosmos | Gennadij Padalka, Roscosmos |
| Ingegnere di volo | Sergej Avdeev, Roscosmos    | Sergej Avdeev, Roscosmos    |

## Parametri della missione
- Massa: 7.150 kg
- Perigeo: 193 km
- Apogeo: 249 km
- Inclinazione: 51,6°
- Periodo: 1 ora, 28 minuti e 36 secondi